# Axel Mazella
Axel Mazella, né le 10 décembre 1997 à Toulon, est un kitesurfeur français.

## Carrière
Il est notamment médaillé de bronze de kitesurf aux Championnats du monde 2022 et aux Championnats du monde de voile 2023 et médaillé d'argent aux Jeux méditerranéens de plage de 2023 à Héraklion.